# Луканино (Тверская область)
Луканино — деревня в Кимрском районе Тверской области. Входит в состав Приволжского сельского поселения.

## География
Находится в юго-восточной части Тверской области на расстоянии приблизительно 21 км на север-северо-восток по прямой от районного центра города Кимры в правобережной части района. Расположена на речке Печухня. Рядом находится железнодорожная платформа Стрельчиха.

## История
Известна с 1635 года как деревня с 4 дворами. В 1851 году было 14 дворов. В 1859 году здесь (деревня Калязинского уезда Тверской губернии) было учтено 14 дворов.

## Население
Численность населения: 94 человека (1859), 10 (русские 100 %) в 2002 году, 13 в 2010.